# On My Mind (bài hát của Ellie Goulding)
"On My Mind" là một bài hát của nữ ca sĩ Ellie Goulding từ album phòng thu thứ ba của cô, Delirium (2015). Bài hát được phát hành dưới dạng đĩa đơn đầu tiên từ album vào 17 tháng 9 năm 2015. Bài hát được cho là một bài hát trả lời cho "Don't" của Ed Sheeran.

## Xếp hạng
| Bảng xếp hạng (2015)                   | Vị trí cao nhất |
| -------------------------------------- | --------------- |
| Úc (ARIA)                              | 3               |
| Áo (Ö3 Austria Top 40)                 | 17              |
| Bỉ (Ultratop 50 Flanders)              | 10              |
| Bỉ (Ultratop 50 Wallonia)              | 36              |
| Canada (Canadian Hot 100)              | 14              |
| Canada CHR/Top 40 (Billboard)          | 40              |
| Croatia (ARC 100)                      | 9               |
| Cộng hòa Séc (Rádio Top 100)           | 55              |
| Cộng hòa Séc (Singles Digitál Top 100) | 5               |
| Đan Mạch (Tracklisten)                 | 17              |
| Phần Lan (Suomen virallinen lista)     | 8               |
| Pháp (SNEP)                            | 54              |
| Đức (GfK)                              | 18              |
| Hungary (Single Top 40)                | 19              |
| Ireland (IRMA)                         | 9               |
| Ý (FIMI)                               | 17              |
| Mexico Top 20 Inglés (Monitor Latino)  | 14              |
| Hà Lan (Dutch Top 40)                  | 6               |
| Hà Lan (Single Top 100)                | 11              |
| New Zealand (Recorded Music NZ)        | 4               |
| Na Uy (VG-lista)                       | 14              |
| Slovakia (Rádio Top 100)               | 22              |
| Slovakia (Singles Digitál Top 100)     | 3               |
| Scotland (OCC)                         | 7               |
| Slovenia (SloTop50)                    | 30              |
| Tây Ban Nha (PROMUSICAE)               | 23              |
| Thụy Điển (Sverigetopplistan)          | 18              |
| Thụy Sĩ (Schweizer Hitparade)          | 19              |
| Anh Quốc (OCC)                         | 5               |
| Hoa Kỳ Billboard Hot 100               | 19              |
| Hoa Kỳ Pop Airplay (Billboard)         | 10              |
| Hoa Kỳ Adult Pop Airplay (Billboard)   | 20              |